# Tuttul
Tuttul est une ancienne ville dont les ruines sont situées actuellement sur le site archéologique de Tell Bi'a, en Syrie dans la région du Moyen Euphrate, à la confluence de l'Euphrate et du Balikh près de la ville moderne de Ar-Raqqa. Le site a fait l'objet de fouilles dirigées par des équipes allemandes.
Tuttul était un important centre religieux à la fin du IIIe millénaire av. J.-C. et au début du IIe, car on y trouvait le grand temple du dieu Dagan, l'une des divinités majeures de la Syrie antique. Elle partage cette caractéristique avec la ville de Terqa, située plus en contrebas de l'Euphrate. Quand il s'empare de la région alentour, Sargon d'Akkad (2334-2279 av. J.-C.) vient à Tuttul pour faire reconnaître sa domination par le dieu, de même que son petit-fils Narâm-Sîn, qui place un de ses fils au siège de gouverneur de la ville. Tuttul et le culte de son grand dieu sont bien connus dans la première moitié du XVIIIe siècle av. J.-C. grâce aux archives retrouvée à Mari, dont les rois dominent alors la ville qui est le chef-lieu d'une province.